# Crying in the Club
"Crying in the Club" é o single de estreia solo da cantora cubana-mexicana Camila Cabello. Foi composta pela própria em conjunto com Sia Furler, Benny Blanco, Happy Perez e Cashmere Cat, sendo produzida pelos três últimos. Por apresentar demonstrações de "Genie in a Bottle", de Christina Aguilera, David Frank, Steve Kipner e Pamela Sheyne também são creditados como compositores. Originalmente, a faixa havia sido lançada como o primeiro single do primeiro disco Camila em 19 de maio de 2017, através da Epic Records e da Syco Music, porém acabou sendo descartada do álbum.

## Antecedentes e lançamento
Cabello já havia colaborado com os produtores Benny Blanco e Cashmere Cat na canção "Love Incredible", gravada em maio de 2016. Após sua saída do grupo feminino Fifth Harmony, em dezembro de 2016, ela começou a trabalhar em composições originais para um futuro lançamento. Em fevereiro de 2017, durante sessões com Benny Blanco, a cantora e compositora australiana Sia concebeu um conceito para uma demo, e ambos finalizaram a canção. Depois que Blanco ofereceu a demo para Cabello, ela reescreveu a ponte da canção e a gravou. Posteriormente, ela disse: "[A canção] tem uma mensagem sobre cura através do poder da música. Esse tema foi uma parte fundamental do que eu queria para o meu álbum".
A música foi oficialmente lançada em 19 de maio de 2017, sendo enviada para lojas digitais e serviços de streaming. "Crying in the Club" foi enviada para as estações de rádio estadunidenses mainstream em 23 de maio de 2017. Embora tenha sido inicialmente divulgada como o primeiro single de The Hurting. The Healing. The Loving., a canção acabou sendo descartada do disco.

## Composição
"Crying in the Club" é uma faixa dance-pop de andamento lento com um ritmo de dança "subjugado" de menor escala e uma batida com influências do dancehall. Alguns críticos descreveram como uma trilha tropical. Líricamente, a canção contém temas dos da música em curar dores. A canção possui demonstrações de "Genie in a Bottle", de Christina Aguilera, escrito por David Frank, Steve Kipner e Pamela Sheyne. De acordo com a partitura publicada no Musicnotes.com, a obra foi composta no tom de fá sustenido menor, com os vocais de Cabello abrangendo-se entre as notas de mi5 e fá5 Sia Furler forneceu vocais de apoio para a canção.

## Recepção da crítica
Joe Lynch, da Billboard, opinou que a canção "demonstra vocal suficiente para a antiga estrela de Fifth Harmony escapar das batidas dos mais genéricos do top 40", enquanto que Ryan Reed da Rolling Stone, observou que Cabello "encontra uma redenção emocional" na canção. Os editores da Rap-Up escreveram que "a canção mistura os sabores da ilha com sons pop intensos, tornando-a uma trilha sonora pronta para otimismo". Anna Gaca da publicação Spin descreveu a canção como uma "batida inspirada em dancehall que tem uma semelhança com "Cheap Thrills" de Sia." Mike Wass da página Idolator chamou a música de "uma incrível andamento lento" e opinou, "a jovem de 20 anos usou a demonstração de Sia um pouco demais. Ela é quase irreconhecível e isso é preocupante para alguém que está tentando estabelecer sua independência".

## Formatos e listas de faixas
- Download digital[17]

1. "Crying in the Club" – 3:36

### Crying in the Club
- Lado A

1. "Crying in the Club" – 3:36[18]

- Lado B

1. "I Have Questions" – 3:42[18]

## Desempenho nas tabelas musicais
| Tabela musical (2017)                                  | Melhor posição |
| ------------------------------------------------------ | -------------- |
| Alemanha (Media Control Charts)                        | 49             |
| Austrália (ARIA Charts)                                | 39             |
| Áustria (Ö3 Austria Top 40)                            | 49             |
| Bélgica (Ultratop 50 de Flandres)                      | 43             |
| Bélgica (Ultratop 40 de Valônia)                       | 15             |
| Bulgária (PROPHON)                                     | 3              |
| Canadá (Canadian Hot 100)                              | 15             |
| Escócia (The Official Charts Company)                  | 15             |
| Eslováquia (Rádio Top 100)                             | 71             |
| Eslováquia (Singles Digitál Top 100)                   | 27             |
| Espanha (PROMUSICAE)                                   | 50             |
| Estados Unidos (Billboard 100)                         | 47             |
| Estados Unidos (Adult Top 40)                          | 1              |
| Estados Unidos (Mainstream Top 40)                     | 1              |
| Estados Unidos (Rhythmic Songs)                        | 1              |
| França (Syndicat National de l'Édition Phonographique) | 49             |
| Irlanda (Irish Recorded Music Association)             | 18             |
| Itália (Federazione Industria Musicale Italiana)       | 74             |
| Líbano (The Official Lebanese Top 20)                  | 10             |
| Nova Zelândia (NZ Top 10 Heatseekers Singles)          | 2              |
| Países Baixos (Single Top 100)                         | 54             |
| Portugal (Associação Fonográfica Portuguesa)           | 13             |
| Reino Unido (UK Singles Chart)                         | 12             |
| República Checa (Rádio Top 100)                        | 31             |
| Suécia (Sverigetopplistan)                             | 58             |
| Suíça (Schweizer Hitparade)                            | 45             |

| Tabela musical (2017)                 | Melhor posição |
| ------------------------------------- | -------------- |
| Hungria (Stream Top 40)               | 99             |
| Reino Unido (Official Charts Company) | 79             |

## Certificações
| Região | Certificação | Vendas/distribuição |
| --- | ------------ | ------------------- |
| Alemanha (BVMI) | Ouro         | 200,000^            |
| Austrália (ARIA) | Platina      | 70,000^             |
| Dinamarca (IFPI Dinamarca) | Ouro         | 45,000^             |
| Estados Unidos (RIAA) | Platina      | 1,000,000‡          |
| Itália (FIMI) | Platina      | 50,000‡             |
| Polônia (ZPAV) | Ouro         | 10,000^             |
| Reino Unido (BPI) | Platina      | 600,000‡            |
| Suécia (GLF) | Ouro         | 10,000*             |
| *vendas baseadas apenas na certificação ^distribuições baseadas apenas na certificação ‡vendas+valores de streaming baseados apenas na certificação |              |                     |

## Histórico de lançamento
| Região         | Data               | Formato           | Gravadora  |
| -------------- | ------------------ | ----------------- | ---------- |
| Mundo          | 19 de maio de 2017 | Download digital  | Epic, Syco |
| Estados Unidos | 23 de maio de 2017 | Rádios mainstream | Epic       |
| Estados Unidos | 23 de maio de 2017 | Rádios rhythmic   | Epic       |